# Eois semirubra
Eois semirubra är en fjärilsart som beskrevs av W. Warren 1896. Eois semirubra ingår i släktet Eois och familjen mätare. Inga underarter finns listade i Catalogue of Life.